# Baublatt
Baublatt (früher Schweizer Baublatt) ist eine Schweizer Fachzeitschrift zur Bauwirtschaft. Die Zeitschrift erscheint alle zwei Wochen und wird seit 1889 herausgegeben. Nebst redaktionellen Beiträgen zu Entwicklungen und Projekten der Bauwirtschaft, sind auch aktuelle Baugesuche und Arbeitsvergaben Inhalt der Zeitschrift.

## Geschichte

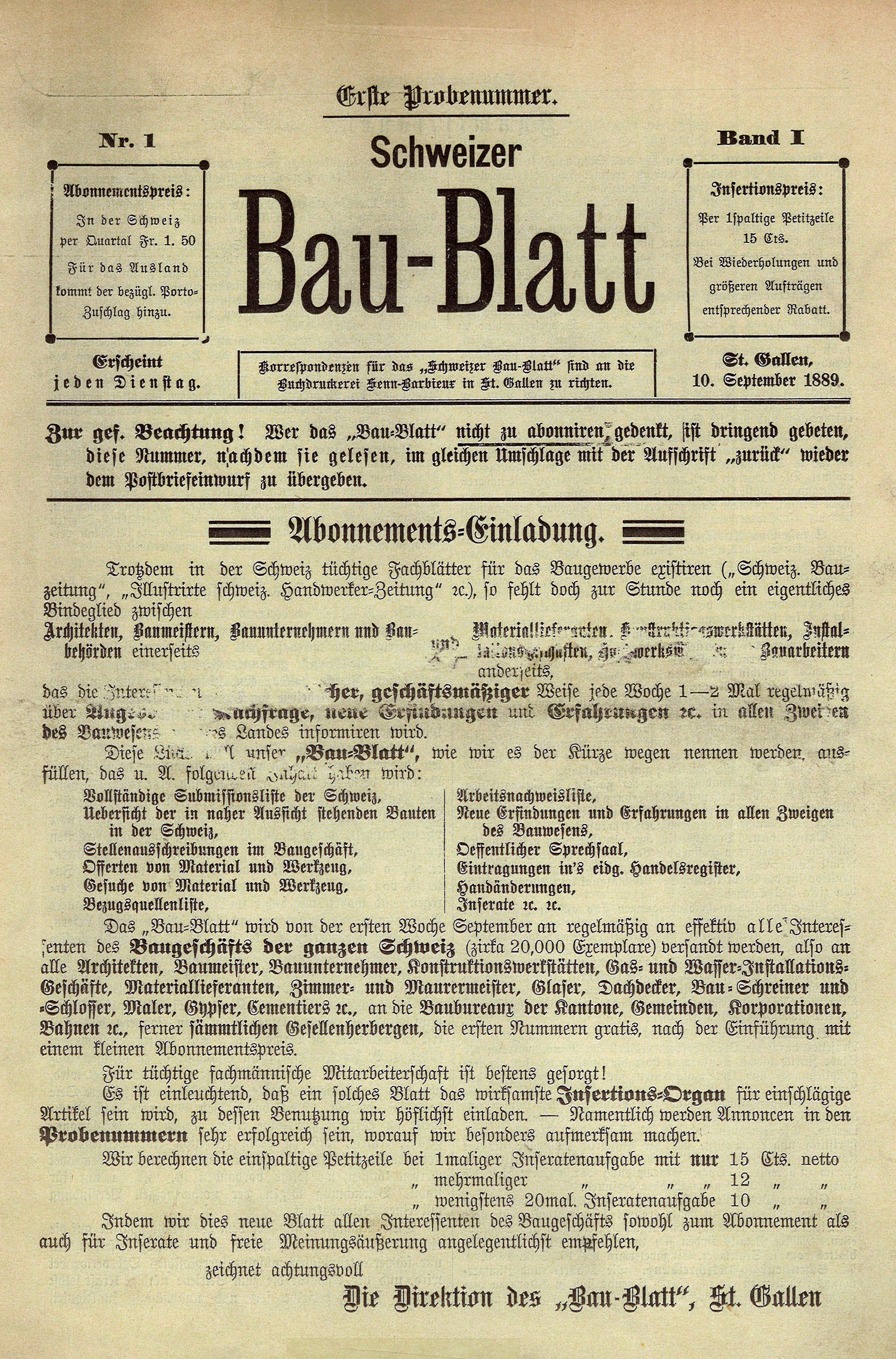
Frontseite der Erstausgabe von 1889

### Fachzeitschrift
Am 10. September 1889 erschien die allererste Ausgabe des «Schweizer Bau-Blatts». Sie wurde damals als Probenummer mit 20'000 Exemplaren durch den Verlag Walter Senn-Barbieux in St. Gallen gedruckt und an Interessierte des Baugeschäfts der ganzen Schweiz versandt.
Der Abonnementspreis betrug pro Quartal 1 Franken 50. Auf der Titelseite der Erstausgabe befand sich eine Abonnements-Einladung: «Trotzdem in der Schweiz tüchtige Fachblätter für das Baugewerbe existieren (Schweizerische Bauzeitung, Illustrierte Schweizerische Handwerker-Zeitung), so fehlt doch zur Stunde noch ein eigentliches Bindeglied zwischen Architekten, Baumeistern, Bauunternehmern und Baubehörden...» ... «Für tüchtige fachmännische Mitarbeiterschaft ist bestens gesorgt! Es ist einleuchtend, dass ein solches Blatt das wirksamste Insertions-Organ für einschlägige Artikel sein wird, zu dessen Benutzung wir höflich einladen.»
Seit 1889 hat sich die Fachzeitschrift stark gewandelt. Der Name wechselte vier Mal im Abstand von jeweils 30 Jahren. Nur sechs Jahre nach der Erstausgabe wurde ein neues Logo erstellt, das einen Schreiner und eine Bauzeichnerin zeigte. In der Anfangszeit erschien die Fachzeitschrift nur am Dienstag. 1950 wurde eine weitere Ausgabe am Freitag gedruckt. 1956 wurde der erste eigene Geschäftssitz in Rüschlikon am Zürichsee gebaut. 2002 erschien die erste Ausgabe mit farbigem Titelblatt und dem aktuellen Logo.

### Webseite
Am 12. April 1997 ging die erste offizielle Homepage www.baublatt.ch live. Das Design prägte über ein Jahr lang ein sattes Königsblau. Seit Start der Homepage hat die Redaktion über 13'000 Texte geschrieben und fast 15'000 Bilder hochgeladen. Im Jahr 2000 gab es eine «Occasionsstelle» auf dem früheren «BauOnline», auf der Kleininserate für gebrauchte Baumaschinen, Gerüste, Restposten von Plättli und Baustellenwagen gratis aufgegeben werden konnten. Unter der Rubrik «Baulandgesuche» suchten Personen und Firmen nach Bauland – auch dieser Service war kostenlos.

## Einzelnachweise

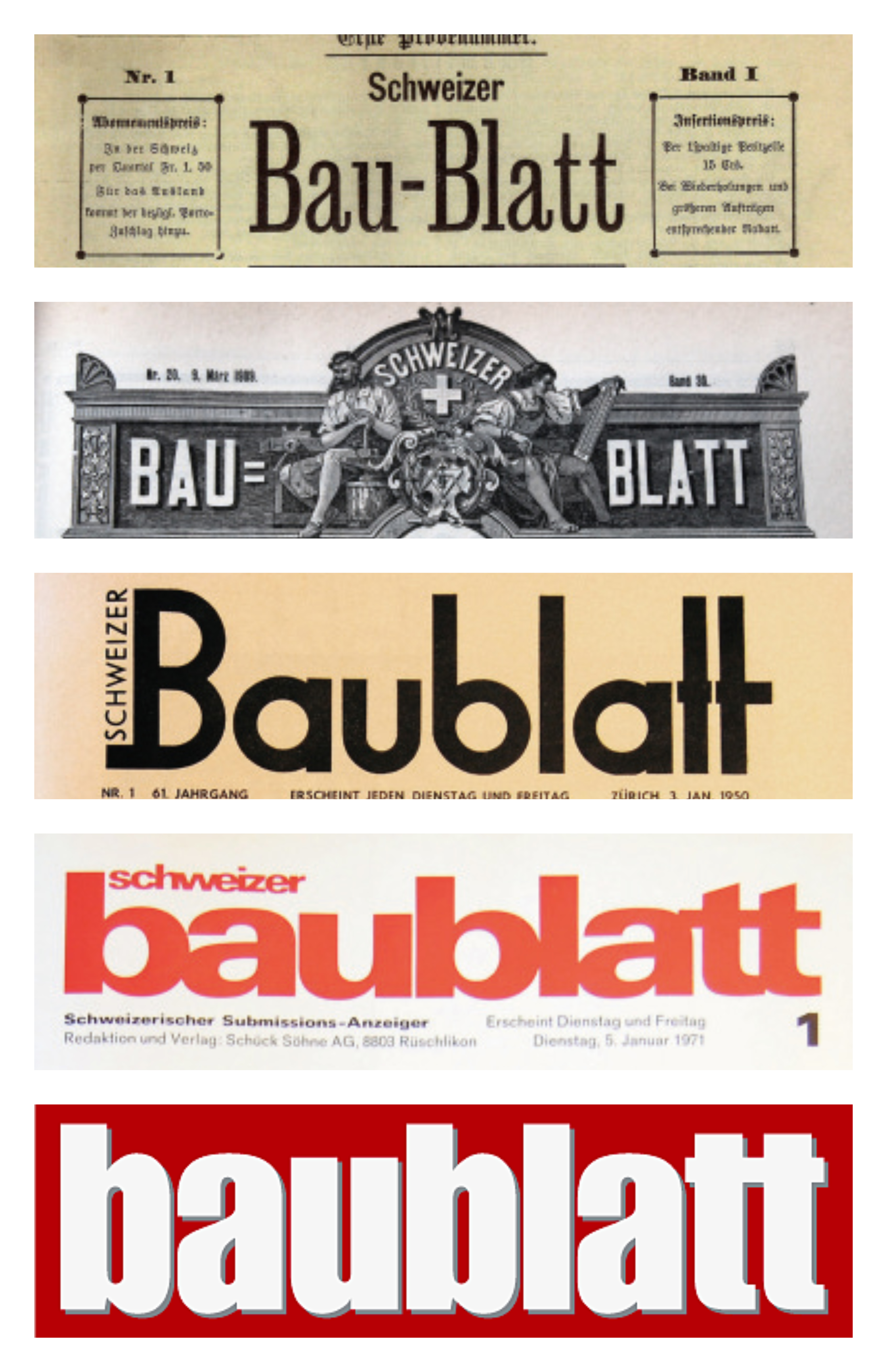
Die Baublatt-Logos im Laufe der Zeit, von 1889 bis 2002.